# Piper virgatum
Piper virgatum är en pepparväxtart som beskrevs av Truman George Yuncker. Piper virgatum ingår i släktet Piper och familjen pepparväxter. Inga underarter finns listade i Catalogue of Life.